# Marie Juliane von Hanau
Gräfin Marie Juliane (* 15. Januar 1617 in Schwarzenfels; † 28. Oktober 1643 in Hanau) war eine Tochter des Grafen Albrecht von Hanau-Münzenberg-Schwarzenfels (* 1579; † 1635) und der Gräfin Ehrengard von Isenburg (* 1577; † 1637).
Seit dem 7. Oktober 1643 war sie mit Graf Johann Ludwig von Isenburg-Birstein (* 14. Februar 1622 in Birstein; † 23. Februar 1685 Offenbach am Main) verheiratet, eine Ehe, die die Politik ihres Vaters stützen sollte, der versuchte, sich gegenüber der regierenden Hauptlinie Hanau-Münzenberg abzusetzen und dafür das Bündnis mit den benachbarten und gegenüber Hanau konkurrierenden Grafen von Isenburg suchte.
Aus dieser Ehe entstammte ein Sohn, Wolfgang (* 28. Oktober 1643 in Hanau; † 29. Oktober 1643, ebenda). Marie Juliane starb bei der Geburt. Sie wurde in der Familiengruft der Grafen von Hanau in der Marienkirche in Hanau bestattet.
In der Literatur werden ihr Hochzeits- und der Geburtstermin des Sohnes übereinstimmend genannt, obwohl sie nur drei Wochen auseinander liegen. Eventuell liegt hier ein Traditionsfehler vor und die Hochzeit fand ein Jahr früher statt. Dazu aber schweigen die Quellen.
Ihr Mann heiratete in zweiter Ehe Gräfin Luise von Nassau-Dillenburg (* 22. Mai 1623; † 17. November 1665 in Dillenburg) und in dritter Ehe Juliane Bilgen.

## Vorfahren
| Ahnentafel der Gräfin Marie Juliane von Hanau-Münzenberg-Schwarzenfels | Ahnentafel der Gräfin Marie Juliane von Hanau-Münzenberg-Schwarzenfels                                                     | Ahnentafel der Gräfin Marie Juliane von Hanau-Münzenberg-Schwarzenfels                                                     | Ahnentafel der Gräfin Marie Juliane von Hanau-Münzenberg-Schwarzenfels                                                     | Ahnentafel der Gräfin Marie Juliane von Hanau-Münzenberg-Schwarzenfels                                                     | Ahnentafel der Gräfin Marie Juliane von Hanau-Münzenberg-Schwarzenfels | Ahnentafel der Gräfin Marie Juliane von Hanau-Münzenberg-Schwarzenfels |
| ---------------------------------------------------------------------- | --- | --- | --- | --- | ---------------------------------------------------------------------- | ---------------------------------------------------------------------- |
| Urgroßeltern                                                           | Philipp III. von Hanau-Münzenberg (* 1526; † 1561) ⚭ Helena von Pfalz-Simmern (* 1533; † 1579)                             | Philipp IV. von Waldeck (* 1493; † 1574) ⚭ Jutta von Isenburg († 1564)                                                     | Philipp von Isenburg-Ronneburg (* 1467; † 1526) ⚭ Amalia von Rieneck (* 1478; † 1543)                                      | Philipp von Solms-Braunfels (* 1494; † 1581) ⚭ Anna von Tecklenburg († 1554)                                               |                                                                        |                                                                        |
| Großeltern                                                             | Philipp Ludwig I. von Hanau-Münzenberg (* 1553; † 1580) ⚭ Magdalena von Waldeck (* 1558; † 1599)                           | Philipp Ludwig I. von Hanau-Münzenberg (* 1553; † 1580) ⚭ Magdalena von Waldeck (* 1558; † 1599)                           | Philipp II. von Ysenburg-Büdingen (* 1526; † 1596) ⚭ Ehrengard von Solms-Braunfels (* 1536; † 1577)                        | Philipp II. von Ysenburg-Büdingen (* 1526; † 1596) ⚭ Ehrengard von Solms-Braunfels (* 1536; † 1577)                        |                                                                        |                                                                        |
| Eltern                                                                 | Albrecht von Hanau-Münzenberg-Schwarzenfels (* 1579; † 1635) ⚭ Isengard (Ehrengard) von Ysenburg-Büdingen (* 1577; † 1637) | Albrecht von Hanau-Münzenberg-Schwarzenfels (* 1579; † 1635) ⚭ Isengard (Ehrengard) von Ysenburg-Büdingen (* 1577; † 1637) | Albrecht von Hanau-Münzenberg-Schwarzenfels (* 1579; † 1635) ⚭ Isengard (Ehrengard) von Ysenburg-Büdingen (* 1577; † 1637) | Albrecht von Hanau-Münzenberg-Schwarzenfels (* 1579; † 1635) ⚭ Isengard (Ehrengard) von Ysenburg-Büdingen (* 1577; † 1637) |                                                                        |                                                                        |
| Marie Juliane                                                          | | | | |                                                                        |                                                                        |

## Verweise
1. ↑  Vgl. Suchier: Grabmonumente.

| Personendaten    | Personendaten                                                                         |
| ---------------- | ------------------------------------------------------------------------------------- |
| NAME             | Hanau, Marie Juliane von                                                              |
| ALTERNATIVNAMEN  | Marie Juliane von Hanau-Münzenberg-Schwarzenfels; Marie Juliane von Isenburg-Birstein |
| KURZBESCHREIBUNG | Adelige                                                                               |
| GEBURTSDATUM     | 15. Januar 1617                                                                       |
| GEBURTSORT       | Schwarzenfels                                                                         |
| STERBEDATUM      | 28. Oktober 1643                                                                      |
| STERBEORT        | Hanau                                                                                 |